# Масаидов, Сайдулло
Сайдулло Масаидов — советский хозяйственный и политический деятель.

## Биография
Родился в 1910 году в Ходженте. Член КПСС с 1939 года.
Окончил Среднеазиатский хлопковый институт.
В 1932—1941 гг. — главный агроном, директор Науской машинно-тракторной станции, заместитель заведующего сельскохозяйственным отделом ЦК КП(б) Таджикистана.
В 1941—1945 гг. — министр сельского хозяйства Таджикской ССР.
В 1952—1962 гг. — постоянный представитель Таджикской ССР при Совете Министров СССР.
В 1962—1972 гг. — заместитель начальника управления колхозов и совхозов Министерства сельского хозяйства Таджикской ССР.
Избирался депутатом Верховного Совета Таджикской ССР 2-5-го созывов.
Умер в 1974 году в Душанбе.

## Награды
- Орден Ленина
- Орден Отечественной войны I степени
- Орден Трудового Красного Знамени (трижды)
- Орден Знак Почёта